# Мейберг

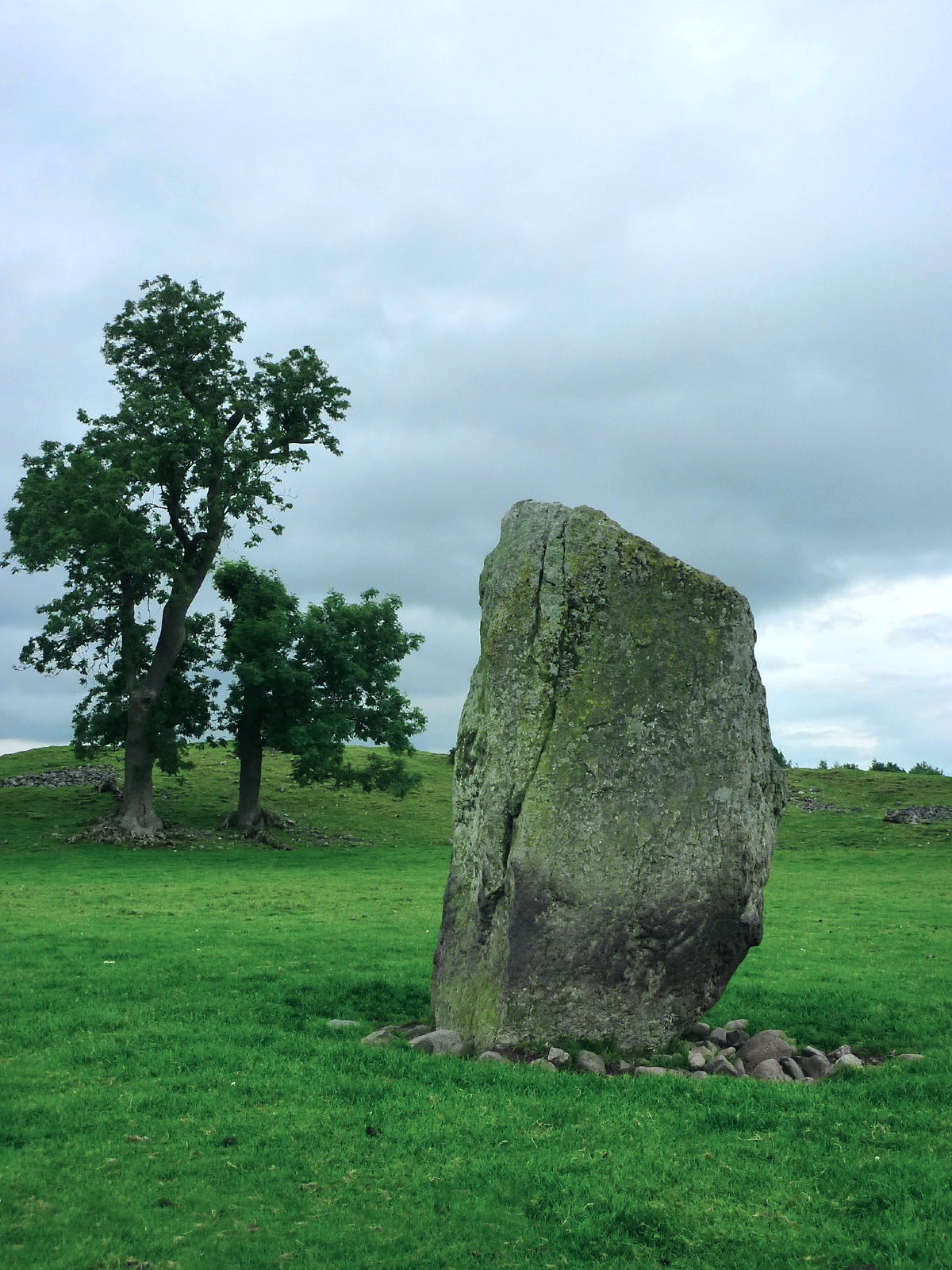
Центральный монолит Мейберг-хенджа (2011 год)

Мейберг, или Мейберг-хендж (англ. Mayburgh Henge) — большой доисторический памятник в графстве Камбрия на севере Англии. Находится в непосредственной близости от деревни Имонт-Бридж, недалеко от слияния рек Лоутер и Имонт, приблизительно в 1,5 км к югу от Пенрита, всего в нескольких сотнях метров от автострады M6. Объект признан историческим наследием Англии и в списке памятников этой страны имеет номер 12 002.

## Описание
Хендж состоит из единственного кругового вала, построенного с использованием булыжников из близлежащих рек. Высота вала составляет 6,5 метров, его диаметр приблизительно равен 117 метров. В пределах объекта находится единственный монолит, высотой 2,8 метров. Согласно Томасу Пеннанту, в начале XVIII века было четыре камня, стоящих в центре (отмечены на его плане 1769 года), и ещё четыре камня на входе. 

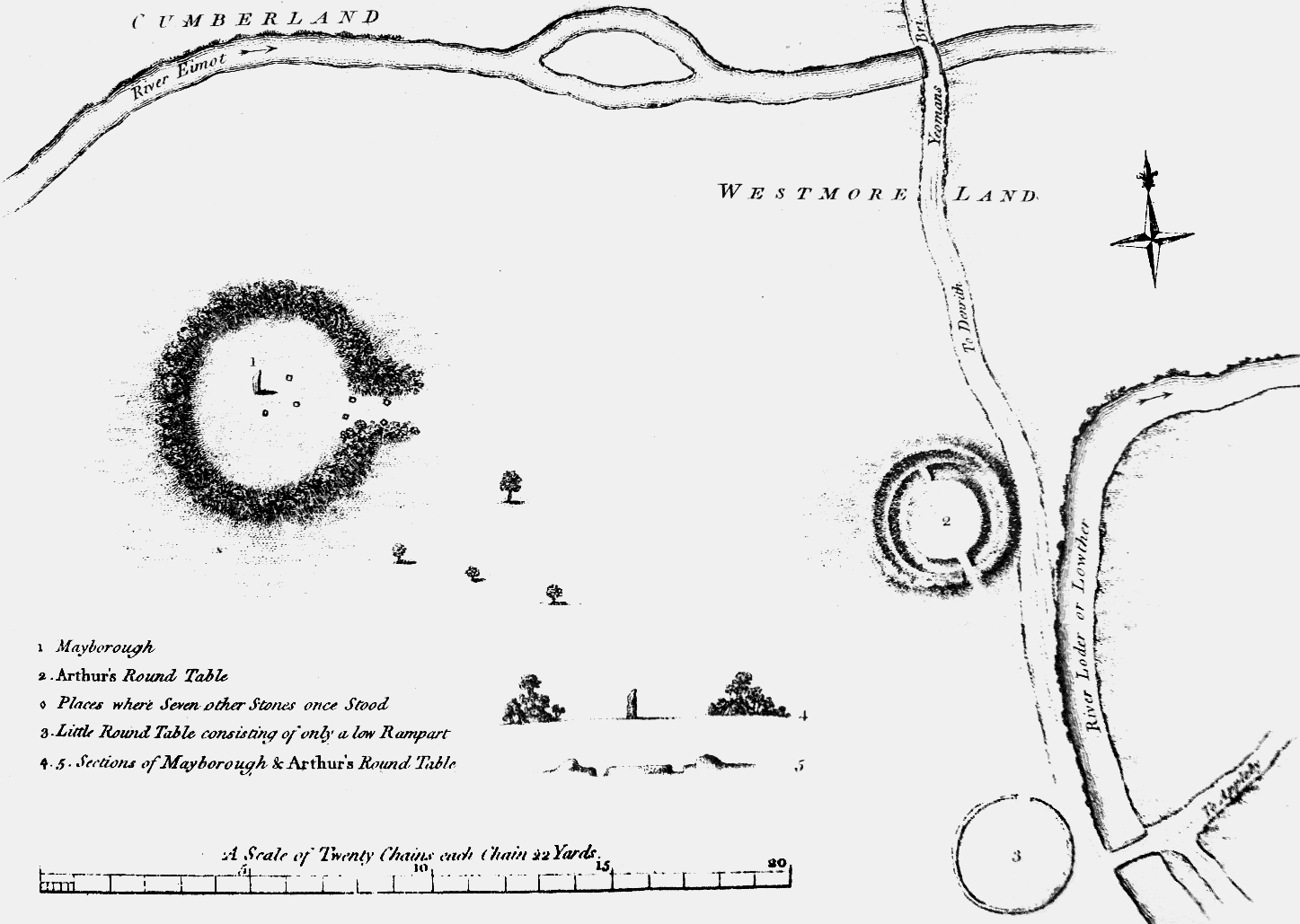
"Мейберг и Круглый стол короля Артура", план Томаса Пеннанта (1769 год)

Его современник, Роберт Хатчинсон (Robert Hutchinson), писавший в 1773 году, дал несколько иное описание. Со слов местных жителей он приводит свидетельство, что на их памяти здесь стояли два камня, подобных оставшемуся, и угловой камень, в виде фигуры, но поскольку они были признаны «вредными для земли», то подверглись разрушению и удалению.

## Исследования
Надлежащих раскопок Мейберга не проводилось, но находки невдалеке от этого места каменных и бронзовых топоров позволяют датировать памятник эпохой неолита или бронзовым веком. В 1992 году геофизической съемкой Брадфорда и English Heritage было проведено сканирование магнитометром для обнаружения любых каменных структур в пределах объекта и проверки наличие рва, внутреннего или внешнего.
Нет никакого очевидного объяснения того, зачем был построен данный хендж, но тот факт, что он стоит невдалеке у слияния рек, породило гипотезу о том, что это был рынок для торговли каменными топорами на торговом пути, ведущем из Лэнгдейла, центра неолитического производства топоров.

## Близлежащие объекты
Совет по культуре и искусству Эдена, чтобы отметить 2000 год, поблизости от Мейберга установил гранитный обелиск, названный «Камнем Тысячелетия».
Мейберг является частью местного комплекса доисторических и исторических памятников, включающем:
- Круглый стол короля Артура — хендж в 400 метров от Мейберг-хенджа;
- Бровакум[англ.] — римский лагерь у деревни Брохам[англ.];
- Замок Брогхама;
- Аббатство Шэп[англ.] — возле деревни Шэп[англ.].